# Skultorpstunneln
Skultorpstunneln (även kallad Borgundatunneln eller Pansartunneln) är en 312 m lång tunnel som går under Försvarsmaktens övningsfält, Skövde skjutfält, för pansarfordon och byggdes i samband med Riksväg 26 ombyggnad söder om Skövde, invigt 2006. Vägprojektet kostade totalt 570 mkr, och tunneln blev utsedd till Årets Bygge 2006. Tunneln består av två körfält i vardera riktning och har en hastighetsgräns på 100 km/h (från 2008).